# Chodský pes
Pies chodzki (czes. chodský pes, niem. Chodenhund, Chodenländer Hund,) – jedna z ras psów zaliczanych do psów w typie pasterskim. Pies chodzki jest jako rasa zatwierdzony oficjalnie tylko w Czechach. Podlega próbom pracy.

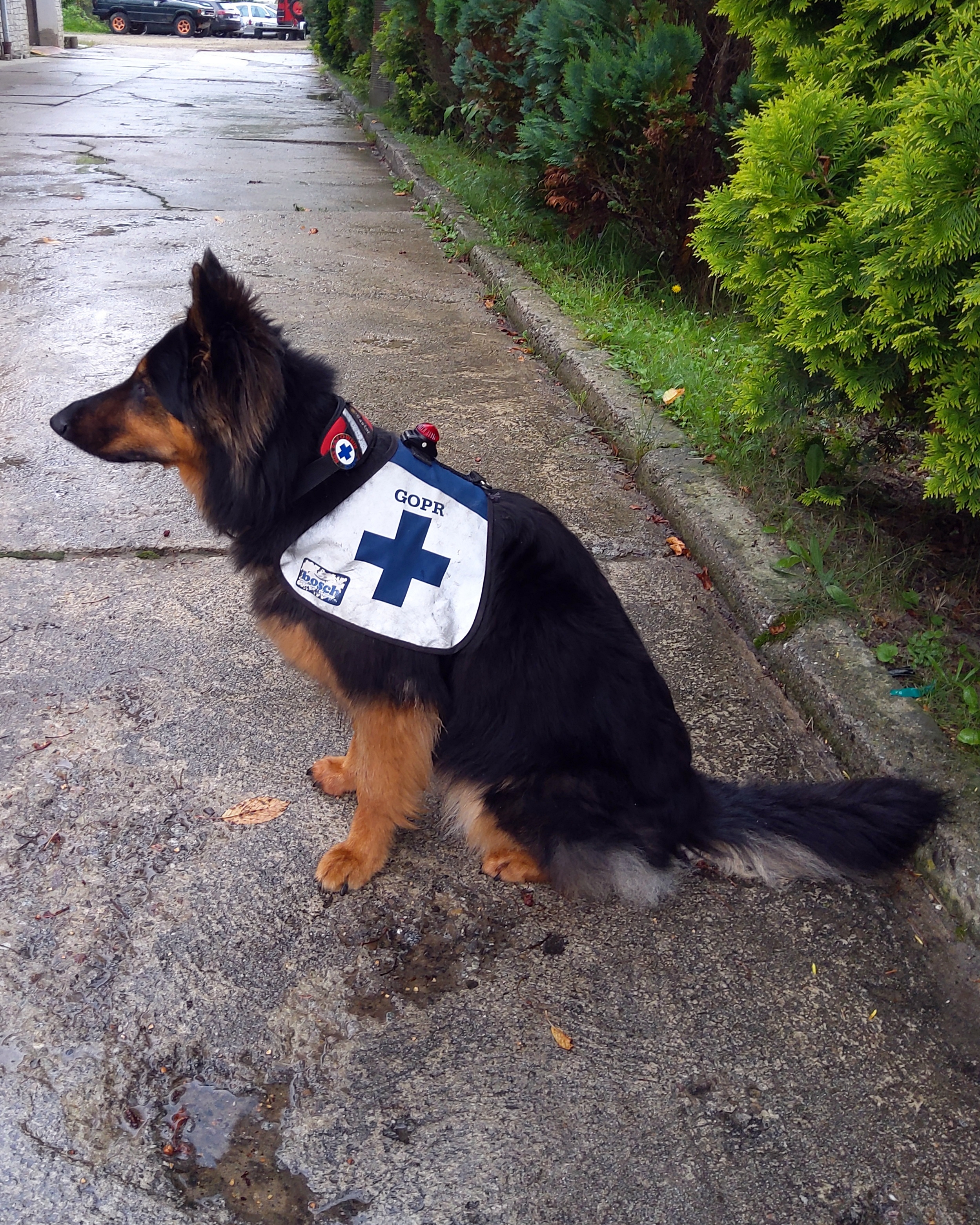
Pies Chodski ratownictwa górskiego GOPR

## Rys historyczny
W czasach średniowiecza pies chodzki był hodowany na zachodnich terenach Czech, w regionie chodzkim (czes. Chodsko, niem. Chodenland). Lud Chodów, zamieszkujący tamtejsze tereny, był ludem ludzi wolnych, którzy strzegli zachodnich granic oraz obszarów leśnych. W pracy tej pomagał im pies wyglądem zbliżony do wilka. Od roku 1325 Chodowie otrzymali oficjalne przywileje związane z wykonywaną ich zwyczajową pracą. Nadał je król Jan Luksemburski, a w roku 1576 Rudolf II je rozszerzył na prawo do korzystania z broni długiej i krótkiej, a także do hodowania i wykorzystywania do pracy psów średniej wielkości, odpornych na niekorzystne zmiany pogodowe oraz wytrzymałych i czujnych. Do roli psa pasterskiego pies chodzki zaczął się przystosowywać w okresie, kiedy w rejon Chodzka wkroczyła hodowla owiec.
Dawny wygląd psa chodzkiego jest odtwarzany na podstawie wizerunków powstających pod koniec XIX wieku, a także dzięki postumentowi z 1895 roku w Hrádku, jaki poświęcono przywódcy chodzkiego powstania (1693). Pomnik ten przedstawia Jana Kozinę wraz z psem chodzkim.
Do ponownego odkrycia rasy oraz zainteresowania się jej historią oraz historią ludu Chodów przyczyniła się powieść Aloisa Jiráska pod tytułem Psohlavci (Psogłowi). Od tego okresu, czyli końca XIX wieku w Czechach podejmowano próby odtworzenia hodowli psów chodzkich.
Po kilkudziesięciu latach pracy nad doborem osobników selekcjonowanych i dopuszczanych do hodowli, prace te, pod kierownictwem kynologa Jana Findejsa, zostały zakończone ogłoszeniem odtworzenia rasy i jej zatwierdzeniem w 1985 roku. W roku 1989 została zorganizowana pierwsza wystawa psów chodzkich w Domažlicach.

## Wygląd
Pies chodzki posiada sylwetkę harmonijną i prostokątną o średniej wielkości. Uszy są stosunkowo krótkie. Stop jest średnio wydatny, a kufa czarna.

### Szata i umaszczenie
Umaszczenie jest czarno podpalane, na portkach są możliwe białe znaczenia. Sierść jest długa i gęsta o obfitym podszerstku.

## Zachowanie i charakter
Psy tej rasy są aktywne, o wysokim stopniu posłuszeństwa i zdolności do odbywania szkoleń. Przywiązują się do członków rodziny, tolerancyjne i cierpliwe wobec dzieci. Obcych traktują z rezerwą. Są wytrzymałe, czujne i odporne na trudne warunki pogodowe. Posiadają silny instynkt stróżujący.

## Użytkowość
Pies chodzki jest rasą o wszechstronnym wykorzystaniu. Jest hodowany jako pies służbowy, ratunkowy, stróżujący, a także jako pies rodzinny.

## Popularność
W księgach czeskiego Klubu Przyjaciół Psa Chodzkiego (czes. Klub přatel chodského psa) zarejestrowanych jest ponad 4000 psów. Pies rzadko spotykany poza granicami Czech. Pojedyncze osobniki są również sprowadzane do Polski bezpośrednio z Czech. Populację psa chodzkiego w Polsce szacuje się na kilkanaście sztuk.